# Буддузо
Буддузо (італ. Buddusò, сард. Buddusò) — муніципалітет в Італії, у регіоні Сардинія, провінція Сассарі. До 2016 року муніципалітет належав до провінції Ольбія-Темпіо.
Буддузо розташоване на відстані близько 310 км на південний захід від Рима, 155 км на північ від Кальярі, 45 км на південний захід від Ольбії, 38 км на південь від Темпіо-Паузанії.
[[Файл:|thumb|300px|none|]]
Населення — 3908 осіб (2014).

## Демографія
Населення за роками:

Станом на 1 січня 2023 року в муніципалітеті офіційно проживав 71 іноземець з 9 країн, серед них 12 громадян країн Євросоюзу.

## Сусідні муніципалітети
- Ала-дей-Сарді
- Бітті
- Оскірі
- Озідда
- Паттада